# Tschortowez
Tschortowez (ukrainisch Чортовець; russisch Чертовец Tschertowez, polnisch Czortowiec) ist ein Dorf im Osten der ukrainischen Oblast Iwano-Frankiwsk mit etwa 3000 Einwohnern (2001).
Das erstmals 1479 schriftlich erwähnte Dorf (einer anderen Quelle nach 1446) trug zwischen 1977 und 1993 den Namen Nasarenkowe (Назаренкове).
Die Ortschaft liegt im Osten der historischen Landschaft Galizien 18 km westlich vom ehemaligen Rajonzentrum Horodenka und 63 km südöstlich vom Oblastzentrum Iwano-Frankiwsk.
Am 12. Juni 2020 wurde das Dorf ein Teil neu gegründeten Stadtgemeinde Horodenka; bis dahin bildete es die Landratsgemeinde Tschortowez (Чортовецька сільська рада/Tschortowezka silska rada) im Westen des Rajons Horodenka.
Am 17. Juli 2020 wurde der Ort Teil des Rajons Kolomyja.

## Persönlichkeiten
- Olha Pleschkan (1898–1985), Malerin und Grafikerin